# Španjolska romanca
Španjolska romanca (rus. Nočnoj zefir), pjesma koju je napisao A. Puškin 1824.g.

## Povijest
Pjesma je tiskana u almanahu "Literaturnyj muzeum" 1827.g. pod nazivom Ispanskij romans, uz koji su priložene i note romance (glazba A.N. Verstovskog). Kasnije je uključena u zbirku iz 1829. pod nadnevkom 1824. U rukopisu je naveden 13. studeni.
Pjesma pripada Puškinovim tzv. španjolskim temama koje su se kod njega pojavile u prvoj polovici 1830-ih. Puškin je bio dobro upoznat sa španjolskom književnošću: "broj Puškinovih djela povezanih sa španjolskim temama i motivima nije jako velik, no dubina njihovog sadržaja je takva da sveukupno daju doista impozantnu predodžbu o herojskoj povijesti, nacionalnom uređenju i intelektualnim bogatstvima španjolskog naroda".
U Rusiji je upravo Puškin potpomogao kanonizaciju romantičnih predodžbi o Španjolskoj: osim Noćnog zefira napisao je pjesme Ja zdes, Inezilja, Pred ispankoj blagorodnoj, komad Kameni gost, itd.
Pjesmu su još uglazbili Mihail Glinka (1838.) i Aleksandr Dargomižskij

## Tekst pjesme
Na hrvatski su jezik pjesmu preveli Ivan Trnski i Dragutin Domjanić (na kajkavsko narječje).
| Ночной зефир Ночной зефир ‎ Струит эфир. ‎ Шумит, ‎ Бежит ‎ Гвадалквивир. Вот взошла луна златая, Тише... чу... гитары звон... Вот испанка молодая Оперлася на балкон. Ночной зефир ‎ Струит эфир. ‎ Шумит, ‎ Бежит ‎ Гвадалквивир. Скинь мантилью, ангел милый, И явись как яркой день! Сквозь чугунные перилы Ножку дивную продень! ‎Ночной зефир Струит эфир. ‎ Шумит, ‎ Бежит ‎Гвадалквивир. (A. Puškin, 13. studenog 1824.) | Španjolska romanca Uz noćni mir vjetrića pir, tu mi šumi Gvadalkivir Mjesečina nasta jasna, čuj... gitare tihan glas! Španjolka je mlada, krasna na balkonu u tinj čas. Uz noćni mir vjetrića pir, tu mi šumi Gvadalkivir Skin' ogrtač, raskošnice. Kano žarki zasjaj dan, kroz te šipke željeznice nožku divnu prodjen' van! Uz noćni mir vjetrića pir, tu mi šumi Gvadalkivir (preveo Ivan Trnski) | Španjolska romanca (Ruski napisal A. S. Puškin) Vu noćni mir Struji zefir, Šumi, Beži Gvadalkvivir. Mesec zlatni shaja sada, Tiho! Čuj ... Gitare glas! Na balkon Španjolka mlada Nagnula se ovaj čas. Vu noćni mir Struji zefir, Šumi, Beži Gvadalkvivir. Proć mantilu, ajngel, deni, Javi se kak jarki dan, Nogu divnu kaži meni Z ograde železne van! Vu noćni mir Struji zefir, Šumi, Beži Gvadalkvivir. (preveo Dragutin Domjanić) |